# شاين روبنسون (سياسي)
شاين روبنسون (بالإنجليزية: Shane Robinson)‏ هو سياسي أمريكي، ولد في 26 ديسمبر 1976 في الأهواز في إيران. حزبياً، نشط في الحزب الديمقراطي. وقد انتخب عضو مجلس النواب لولاية ماريلند.